# Крузенштерн, Павел Иванович
Павел Иванович Крузенште́рн (нем. Paul Theodor von Krusenstern; 24 января 1809, Ревель — 8 декабря 1881, Эстляндская губерния) — российский военный и географический исследователь. Вице-адмирал Российского Императорского флота. Лауреат Демидовской премии 1847 года за книгу «Научные наблюдения при поездке в Печорский край в 1843 г.» (в соавторстве с А. А. Кейзерлингом).

## Биография
Сын известного путешественника и учёного И. Ф. Крузенштерна.
Учился в Царскосельском лицее в 1823—1826 годах; не окончив курса, 19 мая 1826 года был зачислен на военную службу юнкером Гвардейского экипажа.

### Военная служба
В этом же году на шлюпе «Сенявин» под командованием капитана-лейтенанта Ф. П. Литке отправился в кругосветное путешествие 1826—1829 годов, ставшее одним из самых успешных российских походов. В 1827 году произведён в мичманы. За поход был награждён орденом Святой Анны 3-й степени и удвоением числа плаваний.
В 1830—1832 годах на бриге «Коммерстракс» проводил гидрографические съёмки в Финском заливе.
В 1833 году на фрегате «Кастор» участвовал в плавании у берегов Голландии.
В 1835 году участвовал в походе с десантом в Данциг на корабле «Шампенуаз», а затем был назначен адъютантом ревельского военного губернатора графа Гейдена.

### Освоение Печоры
В 1843 году в звании капитана-лейтенанта совместно с А. А. Кейзерлингом возглавил экспедицию Министерства финансов и Корпуса горных инженеров в Коми край с целью геологических исследований и составлению точной карты северных районов России. Экспедиция стартовала из Усть-Сысольска. Работа экспедиции оказалась удачной. С 17 июня по 24 сентября 1843 года (от момента прибытия в Усть-Сысольск и возврата туда же) экспедиция по Южной и Северной Мылве вышла к Печоре, исследовала верховья Печоры, реку Илыч, посетила гору Сабля, прошла по всей Печоре до её низовий; из села Оксино прошла по Тиманской тундре; переправилась через Индигу; возвратилась на Печору в Пустозерск, поднялась по Печоре и Ижме до устья Ухты. Здесь Кейзерлинг через ухтинский волок вышел на Вымь, спустился по ней на Вычегду и возвратился в Усть-Сысольск. Крузенштерн в Усть-Сысольск прошёл другим маршрутом через верховья рек Ижма, Чер Ижемская и Чер Вычегодская, Вычегда. Кроме повторения астрономических наблюдений В. К. Вишневского, Крузенштерн провёл определение 47 новых астропунктов. Результаты экспедиции были изложены руководителями экспедиции в книге «Научные наблюдения при поездке в Печорский край в 1843 г.», опубликованной в Санкт-Петербурге в 1846 году. Авторы получили за книгу Демидовскую премию за 1847 год. За успехи экспедиции награждён орденом Св. Владимира 4-й степени.
18 мая 1849 года была спущена на воду в Белом море у деревни Сорока построенная на унаследованные от отца средства 150-тонная парусная шхуна «Ермак» для проведения гидрографических исследований Белого, Баренцева и Карского морей. Эти работы проводились в 1849—1850 годах, были определены и описаны устья Печоры, Мезени и Индиги.
В 1851 году Павел Иванович был приписан к морскому учёному комитету. В 1852 году по заданию министерства государственных имуществ был послан в экспедицию в Печорский край для описания удобных путей сплава леса.
В 1849—1850 гг. и в 1852—1853 гг. Павел Иванович провёл детальную съемку и промеры глубин рукавов и фарватера Печоры, берегов Белого и Баренцева морей. Крузенштерн положил начало службе предвычислений приливов и отливов.
В 1855 году П. И. Крузенштерн в виде вознаграждения за понесенные в ходе исследований расходы получил от правительства привилегию на бесплатную вырубку и реализацию для собственных нужд лиственничного леса на берегах Печоры в течение двенадцати лет. Для реализации этой привилегии П. И. Крузенштерн в июне 1859 года вступил в Печорскую компанию с промышленниками и торговцами В. Н. Латкиным и М. К. Сидоровым по добыче, обработке и вывозу мачтового леса. Однако из-за недостаточности капиталов для организации дальних перевозок компания не получила развития.
Крузенштерн продолжал исследования фарватера Печоры. В семье Павлу Ивановичу дали прозвище Павел-Печора.
Всего Павел Иванович провёл в Печорском крае 9 экспедиций.

### Карские экспедиции

#### Первая экспедиция
В 1860 году он организовал первую Карскую экспедицию в Карское море на собственной шхуне «Ермак» под командованием своего сына Павла Павловича Крузенштерна (1834—1871). Она обследовала Печорское море и пыталась через Карские Ворота пройти в Карское. Было исследовано устье Печоры, установлены береговые навигационные знаки, измерены глубины и фарватер. Затем шхуна двинулась к проливу Карские ворота. Путь оказался свободен ото льда. «Ермак» достиг мыса Меньшикова на юго-восточной оконечности Новой Земли. Однако недостатки в обеспечении экспедиции заставили Крузенштерна повернуть обратно, в Карское море он не пошёл.
«Перед нами открылось Карское море, чистое на этот раз от льда, — писал лейтенант Крузенштерн отцу. — Позднее осеннее время, многие недостатки в снабжении шхуны для зимовки не позволили мне идти дальше, а главная причина моего возвращения была та, что не имел от Вас разрешения на столь рискованное плавание».

#### Вторая экспедиция
В 1862 году Павел Иванович Крузенштерн ходатайствовал в Морском министерстве об организации экспедиции в Карское море, чтобы провести гидрографические исследования и выяснить возможности достижения устья Енисея с целью проложить Северный морской путь для товарообмена между Сибирью и Европой.
«Сибирские купцы всячески стараются найти возможность сбывать свои продукты и в настоящее время остановились на морском пути. Но этот путь до сих пор считается невозможным по причине запирающих его будто бы льдов. Но решительно можно сказать, что эта молва о недоступности Карского моря основана только на преувеличенных слухах, где никто прежде не бывал, там ничего положительного и не может быть известно, — писал П. И. Крузенштерн . — В проливе Барроу, в северной части Баффинова залива едва ли менее льдов, нежели в Карском море, а туда ходят же постоянно английские суда, находя свою выгоду. Известно только то, что льды Карского моря зависят от ветров, что сплошного льда там нет, и что в августе и сентябре это море большей частью бывает доступно… Известно, что во всяком деле труден первый шаг. Давно ли говорили, что Печорское устье не доступно для кораблей, а прошлого года были там три корабля, из которых один в 900 тоннов сидел в грузу 20 фут.
Когда путь к Енисею будет проложен парусным судном, то для сибирских купцов это будет ручательством успеха, и они не замедлят устроить с помощью паровых судов правильный сбыт сибирских произведений на европейские рынки, это не одно предположение, потому что мне известно, что в настоящее время купцы эти стараются приговорить иностранцев для такого предприятия».
Помощь была оказана, а начальником экспедиции был назначен лейтенант П. П. Крузенштерн. 1 августа 1862 года «Ермак» и бот «Эмбрио» вышли из деревни Куя на Печоре в направлении пролива Югорский Шар, чтобы пройти в Карское море, куда 30 лет после экспедиции Петра Пахтусова не проникало ни одно судно. Экспедиция потерпела крушение у берегов Ямала, участники с большим трудом сушей сумели вернуться обратно без человеческих потерь.

### Последние годы жизни
1 января 1864 года произведён в контр-адмиралы с зачислением по резервному флоту. 24 февраля 1869 года уволен от службы с присвоением чина вице-адмирала. Тяжёлым ударом для Павла Ивановича стала преждевременная, в 37 лет, смерть сына Павла, которого он пережил на 10 лет.
В преклонном возрасте, в 1874-м и 1876 году, отставной вице-адмирал предпринял ещё два путешествия по Печорскому бассейну, издав по итогам книгу «Путешествия П. И. Крузенштерна к северному Уралу в 1874—1876 гг.», в которой помимо специальных тем, приведены наблюдения автора экономического, этнографического и демографического характера, актуальные для науки и в наши дни.
Морское министерство в 1870 году по результатам работ Крузенштерна издало «Руководство для плавания к устью Печоры».
Павел Иванович скончался в декабре 1881 года в имении Асс (Килтси), где и был похоронен.

## Семья
Отец — адмирал И.Ф. Крузенштерн.
Брат — генерал-лейтенант Николай Иванович Крузенштерн.
С 21 февраля 1832 года Павел Иванович был женат на дочери Августа Коцебу, Вильгемине Фридерике (1812—1851), в браке родилось двое дочерей и трое сыновей:
- Павел (Адам Август Отто Пауль) (1834—1871) — полярный исследователь
- Юлия Вильгельмина (1839—1917) — жена действительного государственного советника и архитектора Рудольфа Егоровича Кнюпфера (1831—1900)
- Адам Иоганн (1841—1884) — лейтенант-коммандер военно-морского флота
- Аксель (1846—1914)
- Мария Аспазия — умерла в детстве

С 24 мая 1853 года женат на Паулине фон Цеппелин-Ашхаузен (1828—1887), дочери графа Иоганна Фридриха фон Цеппелин-Ашхаузена (1786—1836), камергера Вюртемберга. Во втором браке детей не было.

## Память
Имя Павла Ивановича носит бухта в Беринговом море, а имя его сына (Павла Павловича) — остров в Карском море.
В родовом имении Крузенштернов в Килтси (Эстония) работает фонд имени адмирала. Потомки древнего рода встречаются каждые четыре года на территории Германии, Швеции или Эстонии.